# Corydoras eques
Corydoras eques — вид сомоподібних риб з роду Коридорас підродини Corydoradinae родини Панцирні соми. Інші назви «коридорас Тефе», «зеленуватий коридорас».

## Опис
Загальна довжина сягає 4,5-5,5 см. Спостерігається статевий диморфізм: самиці більші за самців. Зовні схожий з Corydoras aeneus і Corydoras rabauti. Голова невеличка. Очі відносно помірного розміру. Рот сильно витягнуто донизу. Має 3 пари вусиків. Тулуб широкий. Спинний плавець зі щільними променями, стоїть високо. Жировий плавець маленький. Грудні та черевні плавці відносно невеличкі. Хвостовий плавець широкий, майже не розділений.
Забарвлення бронзового кольору. Навколо голови проходить широка смуга помаранчевого кольору, перетинаючи лоба й основу грудних плавців. Горло і підборіддя матово-білого кольору. Уздовж боків проходять рясні плямочки зелено-коричневого кольору з зеленим металевим блиском, що тягнеться до хвоста. Плавці темно-сірого кольору з помаранчевим відтінком, особливо це помітно на спинному плавці.

## Спосіб життя
Є демерсальною рибою. Воліє до прісної та чистої води. Утворює великі косяки. Вдень тримається дна, ховаючи серед якихось укриттів. У присмерку та вночі виходить на полювання. Підіймає ґрунт, хапаючи дрібних ракоподібних, залишки рослинних речовин, маленьких хробачків.
Самка забирає по 2-4 ікринок в складені мішечком черевні плавці, самець їх запліднює. Після цього кладку самиця приклеює до листя, каміння. Загалом відкладається до 100 ікринок. Інкубаційний період триває близько 5-7 днів.

## Розповсюдження
Поширено в амазонських притоках Тефе та Кудажас.